# 2014년 고르니롬 폭발 사고
2014년 고르니롬 폭발 사고는 2014년 10월 1일 현지 시간 기준 16시 59분에 불가리아의 북서부에 있는 비딘 주의 고르니롬 마을에 위치한 미즈후르 탄약 공장이 폭발한 사고이다. 이 폭발 사고로 인해 공장이 완전히 파괴되었고, 남성 13명과 여성 2명이 사망했고 부근에 있던 3명이 부상을 입었다. 폭발로 인해 10월 3일이 국가 애도의 날로 선포되었다.

## 같이 보기
- 2008년 첼로페체네 폭발 사고 - 불가리아의 수도 소피아에서 발생한 폭발 사고
- 2014년 불가리아 홍수
- 폭탄 처리
- 산업 재해